# Áreas protegidas de Sudán del Sur

Áreas protegidas y parques nacionales de Sudán del Sur

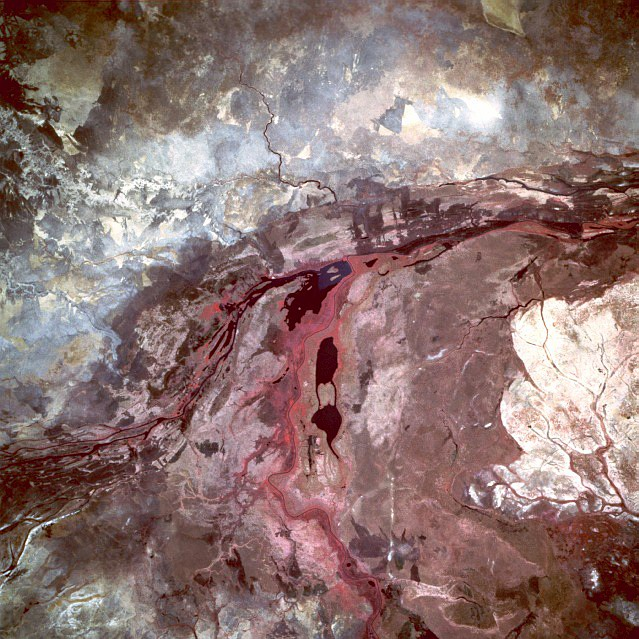
Humedales de Sudd, en Sudán del Sur

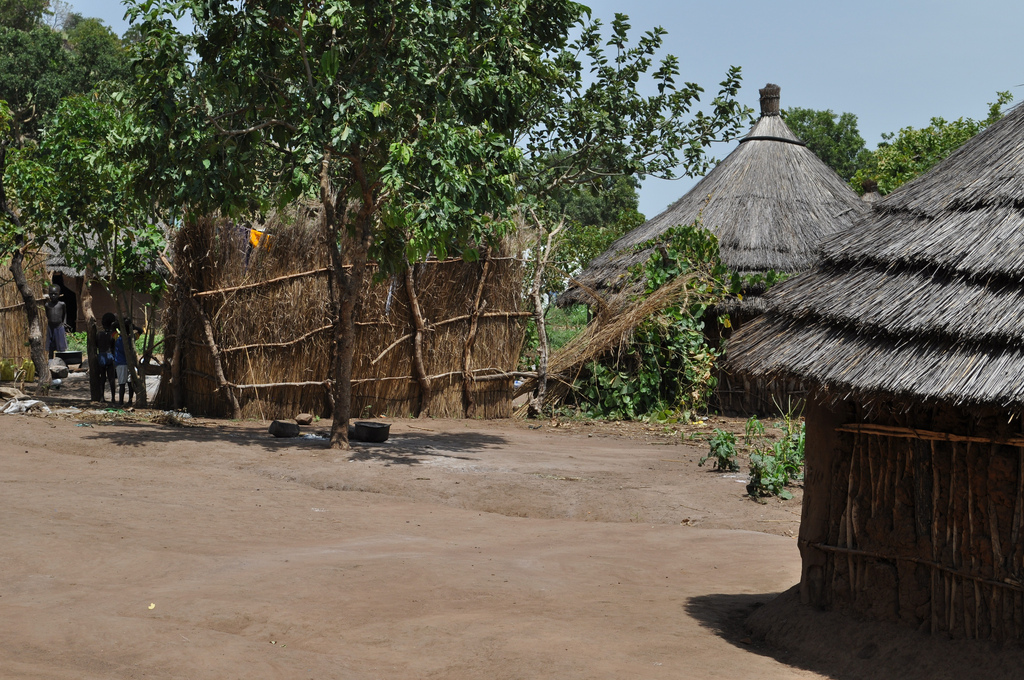
Poblado en Boma

En total, hay protegidos unos 143.000 km² en 23 áreas que comprenden el 15 por ciento del territorio. La mayor área protegida son los humedales de Sudd, que cubren 57.000 km² y es considerado zona Ramsar, con unas 400 especies de aves, 100 especies de mamíferos y 100 especies de peces. En muchas de estas áreas se practica la caza ilegal y la ganadería.
Sudán del Sur posee la sabana virgen más grande de África. En 2010, la Wildlife Conservation Society (WCS) reveló que había observado una de las migraciones de antílopes más grandes del mundo, que comprendía 1,2 millones de cobos de orejas blancas, gacelas de Mongalla y tsessebe común o tiang, que rivaliza con las migraciones del Serengeti. Además, hay en torno a 4.000 elefantes y otras especies como jirafas, búfalos y el endémico cobo o lechwe del Nilo; carnívoros como leones, leopardos y licaones. También se observó que algunas especies habían sido diezmadas durante la guerra civil, como las cebras, el búbalo común o alcéfalo y el búfalo.
En la zonas inundables y pastizales en las riberas de los grandes ríos, se encuentran amplias poblaciones de aves, entre ellos, la grulla coronada cuellinegra, el pelícano rosado, la garcilla bueyera y el jabirú africano.
De las zonas protegidas, seis son Parques nacionales, algunos de ellos solo accesibles mediante avioneta y en cualquier caso peligrosos.
- Parque nacional de Boma, de 22.800 km², desde 1986. Importante por las migraciones de antílopes, especialmente el cobo de orejas blancas. Contiene la mayor concentración del país de mamíferos grandes, entre ellos elefantes, búfalos, leopardos, cebras, guepardo del Sudán, gacela de Grant, kudu menor, bongos, eland gigante, león masái y cobo del Nilo. Entre las aves destacan el buitre moteado y la águila culebrera de pecho negro.
- Parque nacional de Bandingilo, de 10.000 km², entre Ecuatoria Central y Oriental, posee la segunda mayor migración de antílopes después de Serengeti. El raro cobo de orejas blancas (Kobus kob leucotis) emigra entre este parque, el estado de Junqali y Boma.[2]
- Parque nacional de Nimule, de 200 km², en la frontera con Uganda, entre el bosque de Otze y el Nilo (Bar-el-Jebel), con los rápidos de Fula,[3] donde medran elefantes, hipopótamos y cocodrilos, pero también cebras, babuinos, chacales, monos verdes, leopardos, cobos, facoceros y bosboks.[4]
- Parque nacional de Shambe,[5] de 620 km², creado en 1985. Una importante área de aves en los humedales de Sudd.
- Parque nacional de Lantoto, de 760 km², desde 1986, en la frontera con la República Democrática del Congo, donde se une al Parque nacional Garamba, de 4.920 km², con grandes mamíferos y zonas de bosque, pero asediado por las guerrillas.[6]
- Parque nacional del Sur,[7] de 23.000 km², desde 1939. En la base de la meseta de Ironstone, regado por los afluentes meridionales del río el-Ghazal, entre ellos el Gel y el Ibba, que forman un gran humedal. Hay bosques de galería en las zonas bajas, bosque lluvioso en las zonas altas y sabana arbolada. Entre los animales, figuran antílopes acuáticos, cobos, jirafas, rinocerontes, elands, leones, colobos, gálagos, hilóqueros y en algunas zonas marabús y pelícanos.[8]

Además de los parques, en Sudán del Sur hay una decena de reservas de caza: Ashana (900 km²), Bengangai (170 km², zona de aves), Bire Kpatuos (5.000 km²), Chelkou (5.500 km²), Fanikang (480 km²), Juba (200 km²), Kidepo (1.200 km²), Mbarizunga (10 km²), Numatina (2.100 km²) y numerosas áreas de protección de aves. La mayor es la Reserva de caza de Ez Zeraf, tiene 9.700 km² y se encuentra en los pantanos inundables del Nilo. Otras áreas protegidas se encuentran en las montañas Imatong (1.000 km²), el lago Ambadi (1.500 km² de zona protegida) y el lago No (1.000 km²)

## El Sudd

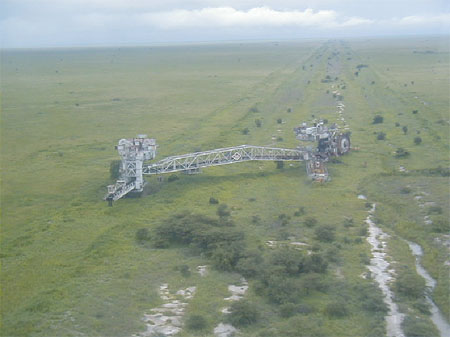
La excavadora Lucy, usada para excavar el canal Jonglei, que llevaría al norte el agua del Nilo sorteando el Sudd por el este, abandonada en el mismo lugar donde se estaba utilizando desde 1983.

El Sudd es una de las áreas protegidas más grandes del mundo. Considerada sitio Ramsar 1622, cubre 57.000 km² y engloba diferentes parques nacionales y reservas de caza en la llanura inundable del río Bar el Jebel, la sección de Sudán del Sur del Nilo Blanco. Posee ecosistemas de aguas abiertas con vegetación sumergida y flotante, zonas inundables de bosque y matorrales, y herbazales. Es una zona importante de cría para especies como el pelícano común, la grulla coronada cuellinegra, la cigüeña blanca y el fumarel común, además de especies endémicas de peces, aves, mamíferos y plantas. El sistema sirve de regenerador natural de las aguas, que se purifican al discurrir entre la vegetación. Los pastores de la región descienden a los prados cuando las aguas bajan, y cuando llega la inundación, a partir de mayo-junio, suben a tierras más altas. La zona está amenazada por la existencia de petróleo y el proyecto del canal Jonglei, que podría hacer disminuir las aguas entre un 10 y un 20 por ciento.
El canal Jonglei es una obra gigantesca que se inició pero nunca se acabó, y que pretendía llevar agua para regadío desde el Nilo hasta Sudán y Egipto, sorteando el Sudd, para su uso en agricultura. La obra se inició en 1978 excavando un canal de sur a norte al este del Sudd. El canal tenía que tener 360 km de longitud pero las obras se detuvieron en 1984 cuando se habían excavado 240 km, al entrar en acción el Ejército de Liberación del Pueblo de Sudán y estallar la guerra.

## Áreas de interés ornitológico

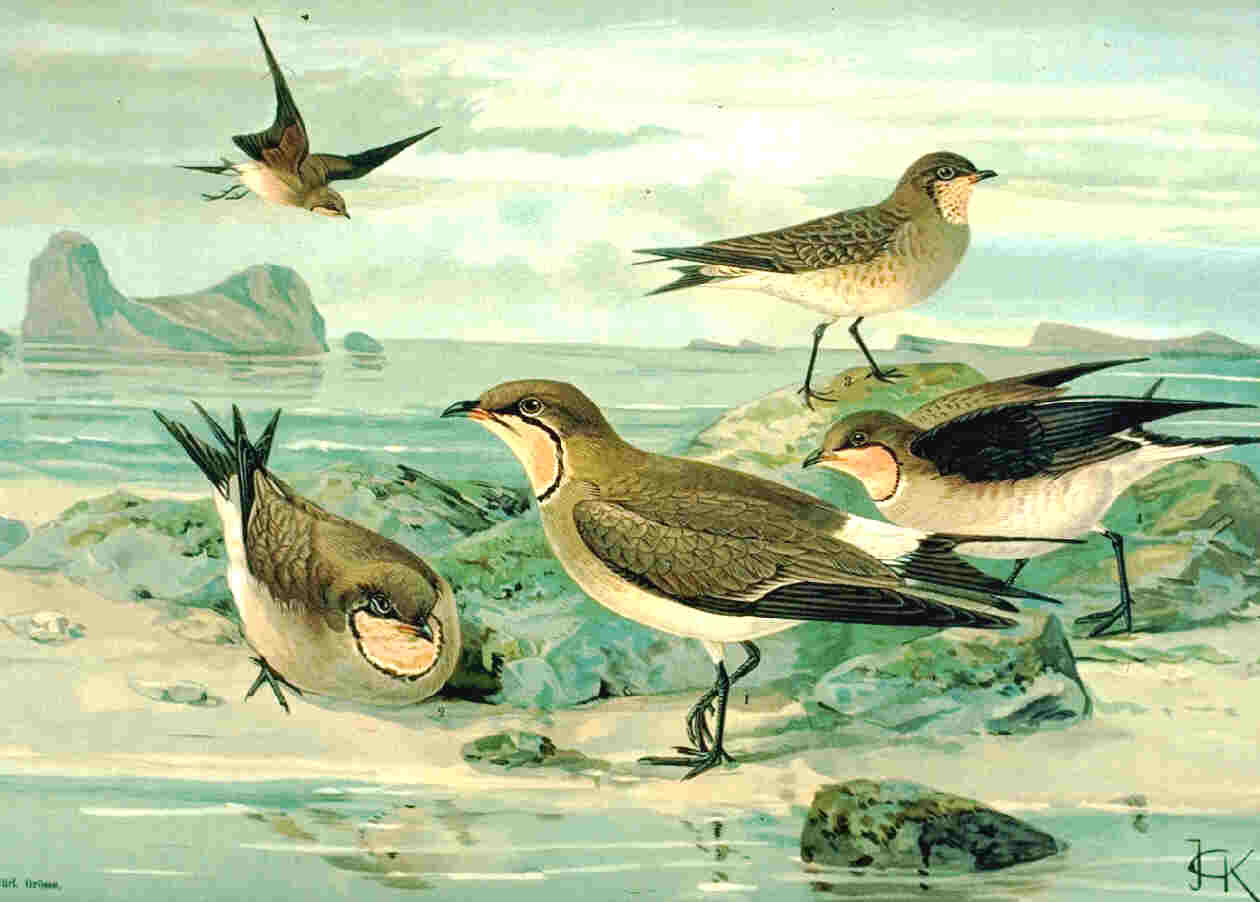
Canasteras alinegras

BirdLife International, organización internacional dedicada a la protección de las aves y sus hábitats, ha clasificado en Sudán del Sur 12 áreas que ocupan 164.390 km², que engloban un total de 804 especies, de las que 19 están amenazadas. 
- Ashana, 900 km², en el río Loi, afluente del río el Gazal, al norte de Wau. Sabana arbolada.
- Parque nacional Bandingilo, 16.500 km², entre Bor, al norte, y Juba, al sur, al este del Nilo Blanco.
- Bengangai, 170 km², pequeña reserva boscosa de caza en la frontera con la República Democrática del Congo, entre los ríos Biki y Ogo. Bosque guineano-congolés.
- Boma, 40.000 km², engloba el Parque nacional de Boma y la meseta de Boma, en la frontera con Etiopía, al sur del Parque nacional Gambella. Por el oeste, las praderas abiertas drenan al río Kangen. Al este, los bosques están dominados por Combretum y Ficus, y en las colinas aisladas hay acacias.
- Montañas Imatong, 5700 km², reserva forestal en la frontera con Uganda. La altura, que supera los 3.000 m, determina el tipo de bosque, de Albizia-Terminalia hasta 1.000 m, Podocarpus y  Croton–Macaranga–Albizia hasta 2900 m. Por encima, bosques de Hagenia, Erica y bambú. Precipitación de 1.500 mm.
- Juba, 200 km². Reserva natural de Juba, con colinas, y reserva forestal de Jebel Kujur, con acantilados, al sur de Juba. Praderas arboladas con datileros del desierto, Combretum molle y Acacia hockii. Se han visto agachadizas reales y canasteras alinegras de paso.
- Kidepo, 7500 km², al este de las montañas Imatong, frontera con Uganda, junto al Parque nacional del Valle de Kidepo, engloba la reserva de caza de Kidepo, las montañas Dongotona y parte de las colinas Didinga. Sabana con acacias, serranías bajas rocosas, colinas cubiertas de matorrales y bosque y matorral montano. Hay guepardos, elefantes y kudús.
- Lago Abiad, 2.500 km². El lago Abiad está entre Sudán y Sudán del Sur, al norte del Sudd, ocupa 30 km² y está a 450 m de altitud. Está rodeado de sabana arbolada.
- Nimule, 410 km², junto al santuario de Otze para el rinoceronte blanco de Uganda. El río Kayu atraviesa el parque desde la frontera hasta el Nilo. Sabana arbolada con acacias, datileros del desierto y Combretum aculeatum. En las riberas hay palmeras de abanico africanas y Acacia sieberiana.
- Radom, 12.510 km². Engloba el parque nacional Radom, en la esquina sudoeste de Darfur, en la frontera con la República Centroafricana, divisoria Congo-Nilo. Sabana arbolada.
- Parque nacional del Sur, 23.000 km²
- Sudd, 55.000 km²